# Usigardo

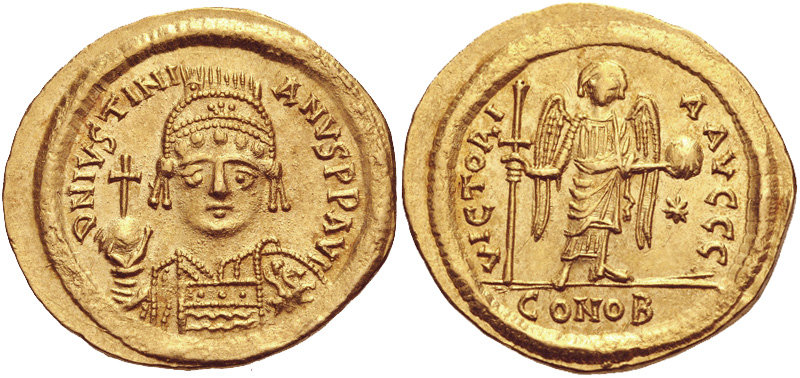
Soldo de Justiniano r.

Usigardo (em latim: Usigardus) foi um oficial bizantino de origem bárbara do século VI, ativo durante o reinado do imperador Justiniano (r. 527–565). Aparece no relato de Agátias em 555, quando esteve servindo em Lázica como taxiarca no comando de uma ou algumas unidades do exército; é incerto qual seria o ofício neste contexto, com os estudiosos da Prosopografia do Império Romano Tardio sugerindo que fosse um conde dos assuntos militares.
No final de 555, Usigardo e Dabragezas receberam o comando de 600 cavaleiros e foram enviados pelo mestre dos soldados da Armênia Martinho, que estava sitiando Onoguris, para se encontrarem com os reforços enviados pelo Império Sassânida na região. Os oficiais foram enormemente superados em número pelos três mil cavaleiros persas e regressaram para Onoguris.